# Blixterboda
Blixterboda är en ort i Fellingsbro socken i Lindesbergs kommun, Örebro län. Den klassades som småort till och med år 2000.